# Zoquiapa
Zoquiapa es una localidad del estado mexicano de Guerrero. Es parte del municipio de Tixtla de Guerrero.

## Toponimia
El nombre «Zoquiapa» proviene de los términos en náhuatl: tzoquitl, lodo; apan, río. Su significado es «río lodoso».

## Demografía
| Gráfica de evolución demográfica |
|                                  |

| Censo | Población |
| ----- | --------- |
| 1900  | 154       |
| 1910  | 166       |
| 1921  | 201       |
| 1930  | 336       |
| 1940  | 396       |
| 1950  | 346       |
| 1960  | 255       |
| 1970  | 589       |
| 1980  | 702       |
| 1990  | 731       |
| 2000  | 1 146     |
| 2010  | 1 390     |
| 2020  | 1 190     |